# Nsimbala tanga
Nsimbala tanga är en insektsart som beskrevs av Irena Dworakowska 1974. Nsimbala tanga ingår i släktet Nsimbala och familjen dvärgstritar. Inga underarter finns listade i Catalogue of Life.